# Marquesat de la Pobla de Rocamora
El títol nobiliari de Marqués de la Pobla de Rocamora va ser atorgat per la Reina Isabel II a María Isabel Manuel de Villena y Álvarez de las Asturias per Reial decret del 30 de maig de 1867.
El motiu pel qual María Isabel va obtindre aquest títol va ser en gratitud del suport prestat a la corona en el passat pel seu avi Cristóbal Manuel de Villena y Melo de Portugal durant la Primera Guerra Carlina.

## Història

### Origen
Pedro Ramón de Rocamora, un noble d'origen francés, va acompanyar Jaume I el Conqueridor en diverses de les seues campanyes de conquesta. Aquest fet el va portar a adquirir en el repartiment fet per Alfons X el Savi a Còrdova, el 25 d'agost de 1265, les terres de la Pobla de Rocamora, Benferri i la Granja de Rocamora.
Històricament la família Rocamora, primers senyors de la Pobla de Rocamora, Benferri i la Granja de Rocamora, havien sigut fidels vassalls primer de la Corona d'Aragó en temps de la reconquesta i després de la unió d'Aragó i Castella, de la Corona Espanyola. Això va portar a la família Rocamora a rebre diferents privilegis i dignitats dels diferents monarques, com els títols de Baró de Pobla de Rocamora i Marqués de Rafal per a Jerónimo de Rocamora i Thomas, VIII Senyor de Pobla de Rocamora i de Benferri o el de Comte de la Granja de Rocamora per a Francisco de Rocamora y Maza. A partir d'aleshores, la Pobla de Rocamora quedaria unida al patrimoni territorial del Marqués de Rafal com a baronia.
Les noces de Jerónimo de Rocamora y Thomas amb María García de Lasa y Togores va significar una unió nominal però no oficial de la Pobla de Rocamora i de Rafal. Però en 1638, Jerónimo i María van fundar el Majorat de Rafal, que suposava la indissoluble unió de tots dos territoris.
Seria quan María Isabel Manuel de Villena y Álvarez de las Asturias, XIII Marquesa de Rafal i XII Baronessa de la Pobla de Rocamora, estava en possessió quan el senyoriu ascendiria a marquesat.

### Ascens a marquesat
María Isabel Manuel de Villena y Álvarez de las Asturias va rebre per herència del seu pare el comtat de la Granja de Rocamora i la baronia de la Pobla de Rocamora en 1854. No obstant això, després de la mort sense descendència del seu germà Enrique, qui havia heretat la titularitat de la Casa de Manuel de Villena, van recaure sobre ella els títols de Marquesa de Rafal i Comtessa de Via Manuel, Grans d'Espanya i el títol de Baronessa del Mont.
En 1867 es fundaria el marquesat de la Pobla de Rocamora, en base de la baronia. Li'l va atorgar com a agraïment al suport que va prestar a la corona el seu avi Cristóbal Manuel de Villena y Melo de Portugal durant la Primera Guerra Carlina.
María Isabel va decidir repartir entre els seus fills el patrimoni de la Casa de Manuel de Villena. Així, va cedir a la seua filla Isabel en 1896 el marquesat de la Pobla de Rocamora, i als seus dos fills homes en 1899 el marquesat de Rafal i la baronia del Mont. Es va reservar per a ella el comtat de la Granja de Rocamora, que el va deixar en testament per a la seua filla Josefa i el comtat de Via Manuel, que quedava en herència per a Arturo.
Després de morir Isabel en 1936, heretaria el títol la seua neta Isabel de Barroeta y Bretos als dotze anys, ja que el seu fill Joaquín de Barroeta y Pardo-Manuel de Villena havia mort en 1934. Des d'aleshores, és Isabel de Barroeta y Bretos qui ostenta el títol de Marquesa de la Pobla de Rocamora.

## Arrels de la Casa de Rocamora
La família Rocamora, tronc dels fundadors i primers marquesos de Rafal i senyors de la Pobla de Rocamora, procedeix de Pedro Ramón de Rocamora (Pierre Roman de Rocamoure), fill del senyor de Rocamoure, a la província francesa de Septimània (després Llenguadoc), al nord dels Pirineus. Pedro Ramón era nebot del Rei de França Lluís VIII.
Pedro Ramón de Rocamora va acompanyar al costat d'altres nobles a Jaume I el Conqueridor, Rei d'Aragó i Comte de Barcelona, en diverses de les seues campanyes de conquesta.
El 25 d'agost de 1265, en el repartiment de terres fet a Còrdova per Alfons X el Savi, Rei de Castella i Lleó, se li va assignar a Pedro Ramón de Rocamora un gran majorat a la vega d'Oriola.
La línia de descendència de la Casa de Rocamora va mantindre les seues possessions unides d'ençà el segle xiii fins al segle xvi, moment en què es va produir la primera divisió i separació de béns a la Casa de Rocamora, fet que va excloure la Granja de Rocamora del tronc principal.
Més endavant, al segle xvii, la línia es va dividir novament en dues branques, descendents de Jerónimo de Rocamora y Thomas, una de Juan de Rocamora y García de Lasa de marquesos de Rafal i l'altra, del seu germà patern Nicolás de Rocamora y Molins de senyors de Benferri.
Amb el majorat que es va produir amb les noces de don Jerónimo amb María García de Lasa i amb la posterior elevació del senyoriu de Rafal a marquesat, la baronia de la Pobla de Rocamora va quedar lligada a aquest majorat.
Després d'extingir-se la branca de marquesos de Rafal en 1736, el Majorat de Rafal format pel marquesat de Rafal i la baronia de la Pobla de Rocamora recauria en Jaime de Rocamora y Cascante, XIII Senyor de Benferri, procedent de la branca "germana" de la Casa de Rocamora i que continuaria el llinatge.
Aquests territoris continuarien sota el domini de la Casa de Rocamora fins a l'any 1751, moment en què va quedar extingida l'última branca d'aquesta família.

## Línia d'home no interrompuda de la Casa de Rocamora
Des del repartiment de les terres del Baix Segura en 1265, fins que es fundara el senyoriu de Pobla de Rocamora al segle xv, aquests han estat els que han ostentat la prefectura de la Casa de Rocamora:
- Pedro Ramón de Rocamora (Pierre Roman de Rocamoure)
- Mosén Jaime de Rocamora
- Martín de Rocamora
- Pedro de Rocamora
- Pedro Martín de Rocamora (Pare de Jaime de Rocamora, I Senyor de la Pobla de Rocamora)

## Llista dels Senyors de la Pobla de Rocamora
|                              | Titular                           | Període                      |
| Creació per Alfons V d'Aragó | Creació per Alfons V d'Aragó      | Creació per Alfons V d'Aragó |
| ---------------------------- | --------------------------------- | ---------------------------- |
| I                            | Jaime de Rocamora y Rocamora      | ? - 1468                     |
| II                           | Juan de Rocamora y Vázquez        | 1468 - ?                     |
| III                          | Pedro de Rocamora y Rocamora      | ? - ?                        |
| IV                           | Francisco de Rocamora y Rocamora  | ? - ?                        |
| V                            | Juan José de Rocamora y Ruiz      | ? - ?                        |
| VI                           | Jaime Juan de Rocamora y Rocamora | ? - 1534                     |
| VII                          | Jaime de Rocamora y López Varea   | 1534 - 1622                  |
| VIII                         | Jerónimo de Rocamora y Thomas     | 1622 - 1632                  |

## Llista dels Barons de la Pobla de Rocamora
Després de ser elevat el senyoriu de la Pobla de Rocamora a baronia en la persona de Jerónimo de Rocamora, aquests han sigut els qui han ostentat el títol de Barons de la Pobla de Rocamora:
|                      | Titular                                                  | Període              |
| Creació per Felip IV | Creació per Felip IV                                     | Creació per Felip IV |
| -------------------- | -------------------------------------------------------- | -------------------- |
| I                    | Jerónimo de Rocamora y Thomas                            | 1632 - 1639          |
| II                   | Gaspar de Rocamora y García de Lasa                      | 1639 - 1666          |
| III                  | Juan de Rocamora y García de Lasa                        | 1666 - 1691          |
| IV                   | Jerónima de Rocamora y Cascante                          | 1691 - 1736          |
| V                    | Jaime de Rocamora y Cascante                             | 1736 - 1740          |
| VI                   | Antonia de Rocamora y Heredia                            | 1740 - 1751          |
| VII                  | Antonio de Heredia y Rocamora                            | 1751 - 1761          |
| VIII                 | Antonia María de Heredia y Rocamora                      | 1761 - 1808          |
| IX                   | Vicente Melo de Portugal y Heredia                       | 1808 - 1831          |
| X                    | María del Pilar Melo de Portugal y Heredia               | 1831 – 1835          |
| XI                   | José Casimiro Manuel de Villena y Bambalere              | 1835 – 1854          |
| XII                  | María Isabel Manuel de Villena y Álvarez de las Asturias | 1854 – 1867          |

## Llista dels Marquesos de la Pobla de Rocamora
|                       | Titular                                                  | Període               |
| Creació per Isabel II | Creació per Isabel II                                    | Creació per Isabel II |
| --------------------- | -------------------------------------------------------- | --------------------- |
| I                     | María Isabel Manuel de Villena y Álvarez de las Asturias | 1867 – 1896           |
| II                    | Isabel de Pardo y Manuel de Villena                      | 1896 – 1936           |
| III                   | Isabel de Barroeta y Bretos                              | 1936 - 2014           |
| IV                    | Isabel de Caveda y Barroeta                              | 2015 - actualitat     |